# Tell Me (Song Ji-eun)
Tell Me  è il quarto singolo della cantante sudcoreana Jieun, pubblicato nel 2017 dall'etichetta discografica TS Entertainment insieme a LOEN Entertainment.
È l'ultimo progetto pubblicato con la TS Entertainment.

## Tracce
1. Tell Me – 4:02 (testo: Song Jieun)
2. Tell Me (English ver.) – 4:02
3. Tell Me (Inst.) – 4:02

Durata totale: 12:06